# 阿里·博泽尔
阿里·许斯雷夫·博泽尔（土耳其語：Ali Hüsrev Bozer，1925年7月28日—2020年9月30日），土耳其政治人物，商法学者。

## 生平
博泽尔生于土耳其安卡拉，曾在图尔古特·厄扎尔和耶尔德勒姆·阿克布卢特内阁担任副总理，并任外交部长。1969年，土耳其汽车公司Oyak-Renault创立，博泽尔是创始人之一，并于1991年至1995年担任董事会主席。他还是可口可乐公司欧亚集团总裁艾哈迈德·博泽尔的父亲。

## 逝世
於2020年9月30日因為感染嚴重特殊傳染性肺炎而死，享耆壽95歲。